# Roevendak

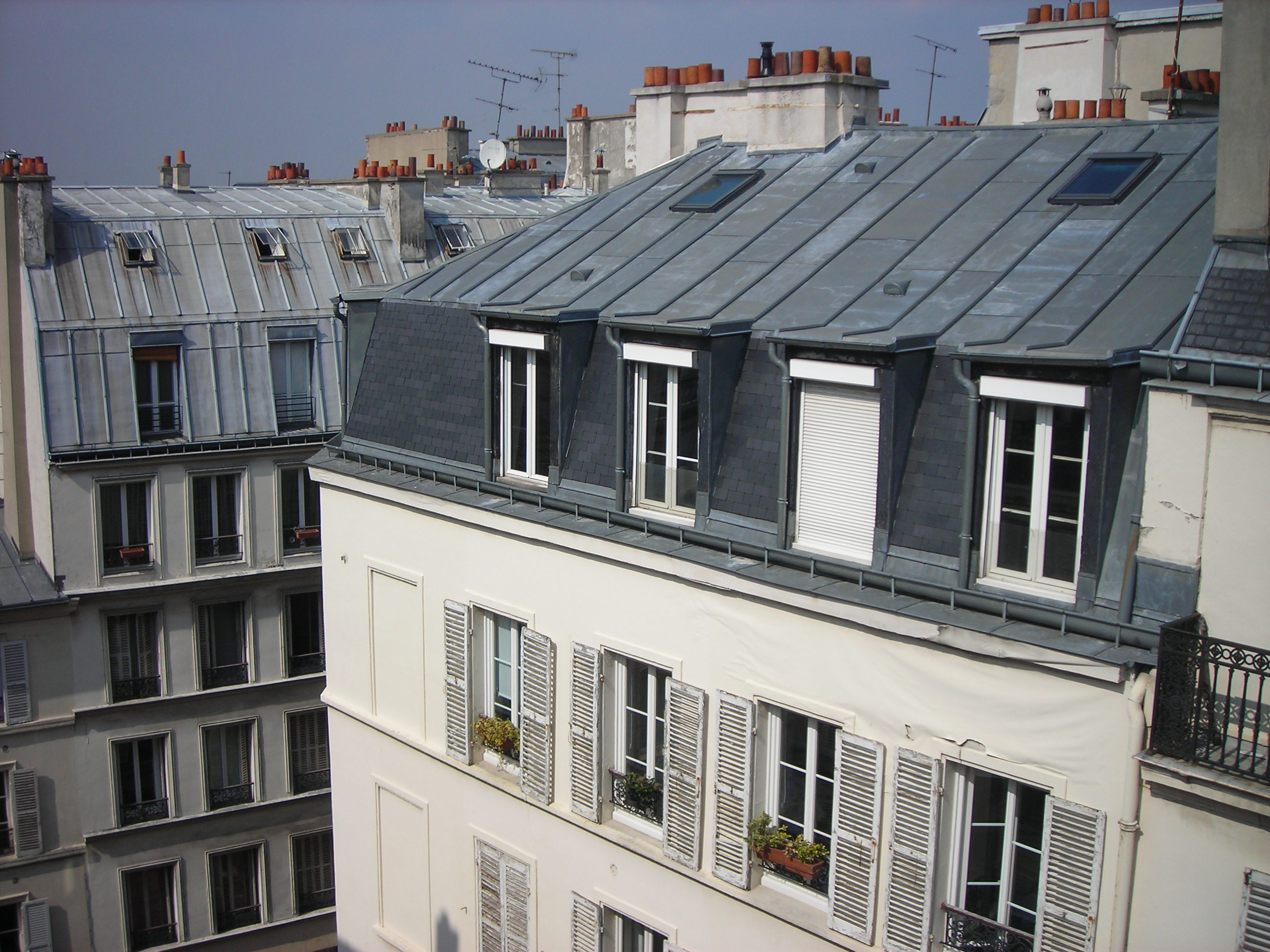
Roevendaken

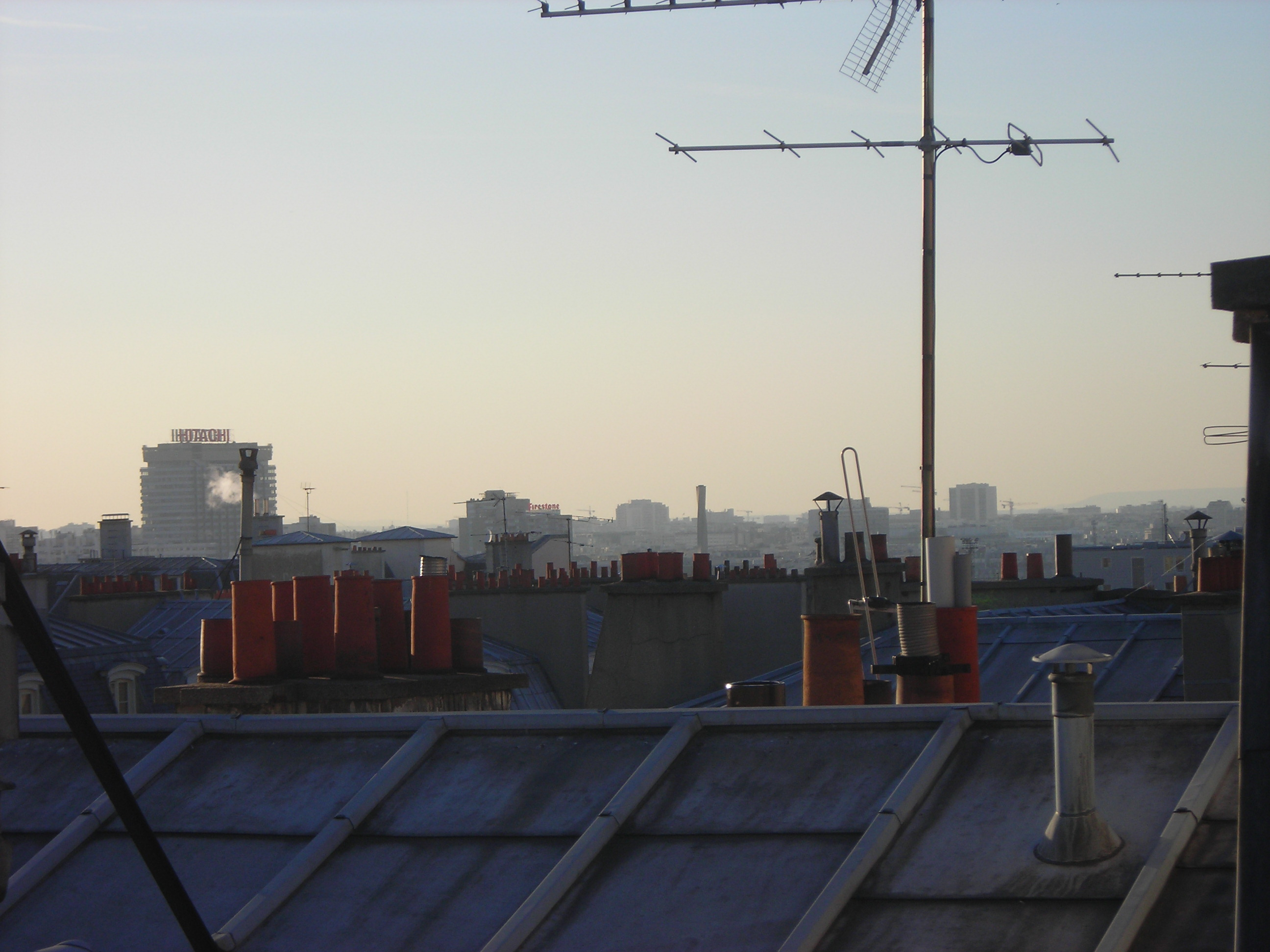
Roevendak detail

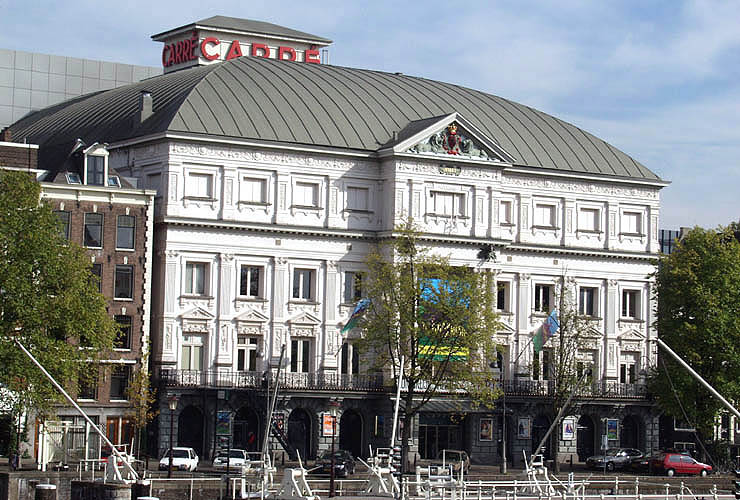
Roevendak op Koninklijk Theater Carré

Een roevendak is een schuinaflopend dak waarvan de bedekking bestaat uit zinken platen. Een roevendak kent op zich geen bijzondere vorm, het is de dakbedekking van zink die het dak anders maakt. Roevendaken zijn geschikt voor daken met een lichte tot steile helling.

## Wijze van aanbrengen
Op het dakbeschot van een schuin dak worden houten latten aangebracht van circa 5 x 7 centimeter. Deze roeflatten zijn iets trapeziumvormig; de smalle zijde komt aan de onderkant, op het dakbeschot. Deze vorm is nodig voor het vrije werken van het zink. Tussen de roeflatten worden zinken platen met opstaande rand aangebracht. Deze platen worden op afstanden van ongeveer 75 cm vastgehouden door zinken klangen die onder de roeflat doorlopen. Om het dak waterdicht te maken, worden de aansluitingen tussen de zinken dakbanen en de roeflatten afgedekt met afdeklijsten ofwel roefkappen, die over de roeflatten en klangen worden aangebracht en dus over de opstaande rand van de zinken platen heen grijpen. De roeven worden over elkaar heen geschoven en met een vloeinaad aan elkaar gesoldeerd de dakplaten worden met een enkele of dubbele vouwnaad aan elkaar gehaakt de felsconstructie is dusdanig dat het zink vrij kan uitzetten of krimpen. Meestal worden er alleen roeflatten in de lengte aangebracht. Als de zinken banen langer zijn dan 10 meter worden ook dwarslatten gebruikt. Dan moeten er echter ook voorzieningen voor de afvoer van water worden gemaakt. 
Een roevensysteem is geschikt voor daken met een helling van minimaal 3 graden; bij voorkeur is de dakhelling echter 7 graden of meer. Het roevensysteem wordt ook toegepast als gevelbekleding. 
Een roevendak is een traditionele dakbedekking. Het heeft een ambachtelijke, robuuste en strakke uitstraling. Het materiaal (zink) is vrij duur en het aanbrengen van een roevendak is tijdrovend. Dat maakt een roevendak kostbaar in de aanschaf.

## Moderne metalen roefsystemen
Tegenwoordig bestaan er tal van moderne varianten op het traditionele roevendak, waarbij gewerkt wordt met geprefabriceerde zinken, koperen, aluminium of stalen platen. Deze systemen zijn weliswaar geprefabriceerd, maar worden nog steeds op ambachtelijke wijze in het werk aangebracht. Een voorbeeld hiervan is het klik-roefsysteem van Rheinzink.
Daarnaast worden er in Duitsland, Engeland en Italië enkele industriële (standing seam of stehfalz) systemen gemaakt die in Nederland bekendstaan onder de naam felsdak. Dergelijke felsdaken worden voornamelijk van aluminium-rollen geproduceerd door middel van het rolvorm-proces (soms zelfs op de bouwlocatie). Een voorbeeld hiervan is het Zambelli RIB-Roof systeem.
Fels- en roevendaken worden steeds vaker uit voorgelakt staal gemaakt. Voorgelakt staal is ruim 40 jaar geleden voor het eerst geproduceerd en heeft inmiddels een belangrijke positie in de bouwsector verworven. Het wordt gemaakt door bandstaal in een geautomatiseerd en gecontroleerd proces een aantal behandelingen te geven en te voorzien van een aantal verflagen. Een voordeel van verzinken en lakken van bandstaal in een gecontroleerd proces is dat de onderhoudsvrije levensduur daarmee wordt verlengd tot 40 jaar of meer. Zodra het staal is geproduceerd, verzinkt, gelakt en opgewikkeld in de vorm van een rol (coil) kan het op een profileerlijn worden verwerkt tot een metalen roefsysteem dat geschikt is voor toepassing in een (on)geïsoleerd metaalbouwsysteem.
De levensduur van deze moderne metalen roefsystemen en felsdaken komt dankzij de moderne productietechniek overeen met die van traditionele roevendaken. De uitstraling ervan is vergelijkbaar. In de praktijk hebben de moderne stalen systemen echter enkele voordelen ten opzichte van de traditionele, zoals de lage lineaire uitzettingscoëfficiënt, de veel grotere elementlengte, minder milieubelasting als gevolg van uitloging (zoals bij koper en zink), de kleinere CO2 footprint van verzinkt en voorgelakt staal in vergelijking met koper, zink en aluminium, en de eenvoudige montage die bovendien een stuk minder arbeidsintensief is. Voorbeelden hiervan zijn het Stackser KLIPTEC felsdak, het SCH FERO-systeem.